# Leipzig-Klasse (1931)
| Leipzig-Klasse   | Leipzig-Klasse | Leipzig-Klasse |
| ---------------- | --- | -------------- |
|                  | |                |
| Übersicht        | |                |
| Typ:             | Leichter Kreuzer |                |
| Einheiten:       | Leipzig Nürnberg |                |
| Technische Daten | |                |
| Verdrängung:     | - Entwurf: 6.750 t - Standard: 7.150 ts (7.264 t) - Einsatz: 8.060 ts (8.260 t)                                                                            |                |
| Länge:           | - über alles: 181 m - Konstruktionswasserlinie: 170 m |                |
| Breite:          | 16,4 m |                |
| Tiefgang:        | 5,7 m |                |
| Bewaffnung:      | - 9 × 15 cm SK C/25 (L/60) - 8 × 8,8-cm-SK C/32 - 8 × 3,7-cm-SK C/30 - 14 × 2-cm-Flak C/30 - 12 × 53,3-cm-Torpedorohre (vier Dreifachsätze) - 120 Seeminen |                |
| Geschwindigkeit: | Maximal: 32 kn |                |
| Besatzung:       | 850 Offiziere und Mannschaften |                |
| Reichweite:      | 5600 sm bei 19 Knoten |                |
| Antrieb:         | - 2 Satz Getriebeturbinen mit Rädergetriebe - 6 ölgefeuerte Doppelenderkessel - 4 doppeltwirkende 7-Zyl.-Zweitakt-Diesel mit Vulcan-Getriebe               |                |

Bei den Leichten Kreuzern der Leipzig-Klasse handelt es sich um zwei Kreuzer der Kriegsmarine. Sie waren nach deutschen Städten benannt.
Als Nachfolger waren die Einheiten der M-Klasse vorgesehen, deren Bau aber kurz nach Beginn des Zweiten Weltkriegs gestoppt wurde. Somit stellt die Leipzig-Klasse die letzte Klasse leichter Kreuzer dar, die in Deutschland in Dienst gestellt wurde.

## Entwurf
Bei der Leipzig-Klasse handelt es sich um einen überarbeiteten Entwurf der Königsberg-Klasse.
Das Konzept der Königsberg-Klasse wurde größtenteils beibehalten. Die Leipzig-Klasse hatte allerdings nur einen Schornstein, und die hinteren 15-cm-Drillingstürme waren nicht seitlich versetzt, sondern mittig angeordnet.
Die Nürnberg wich in ihrem Erscheinungsbild erheblich vom Typschiff Leipzig ab. Unterscheidungsmerkmale waren unter anderem die Form des Brückenaufbaus und die Anordnung der schweren Fla-Waffen. Am auffälligsten war aber der Plattformkranz am Schornstein, den nur die Nürnberg hatte.

## Einheiten

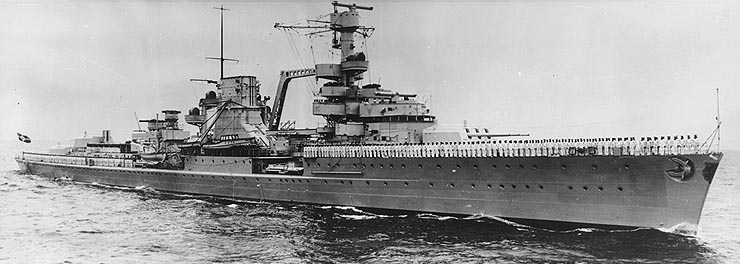
Die Leipzig

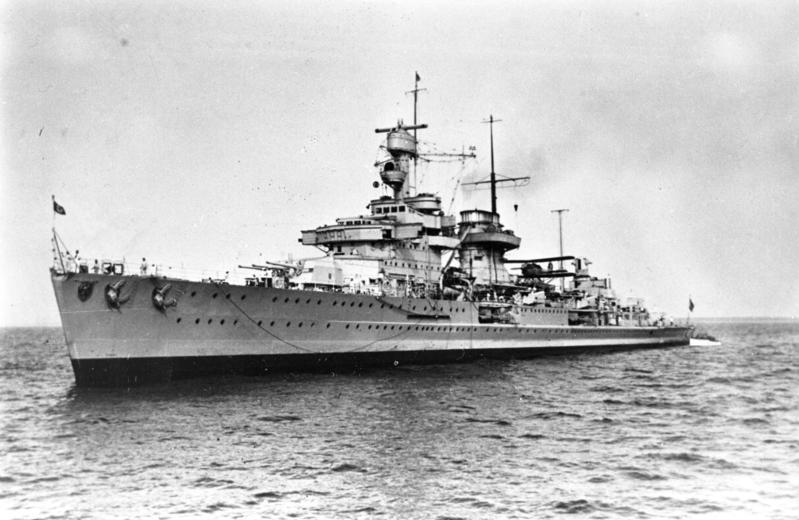
Die Nürnberg

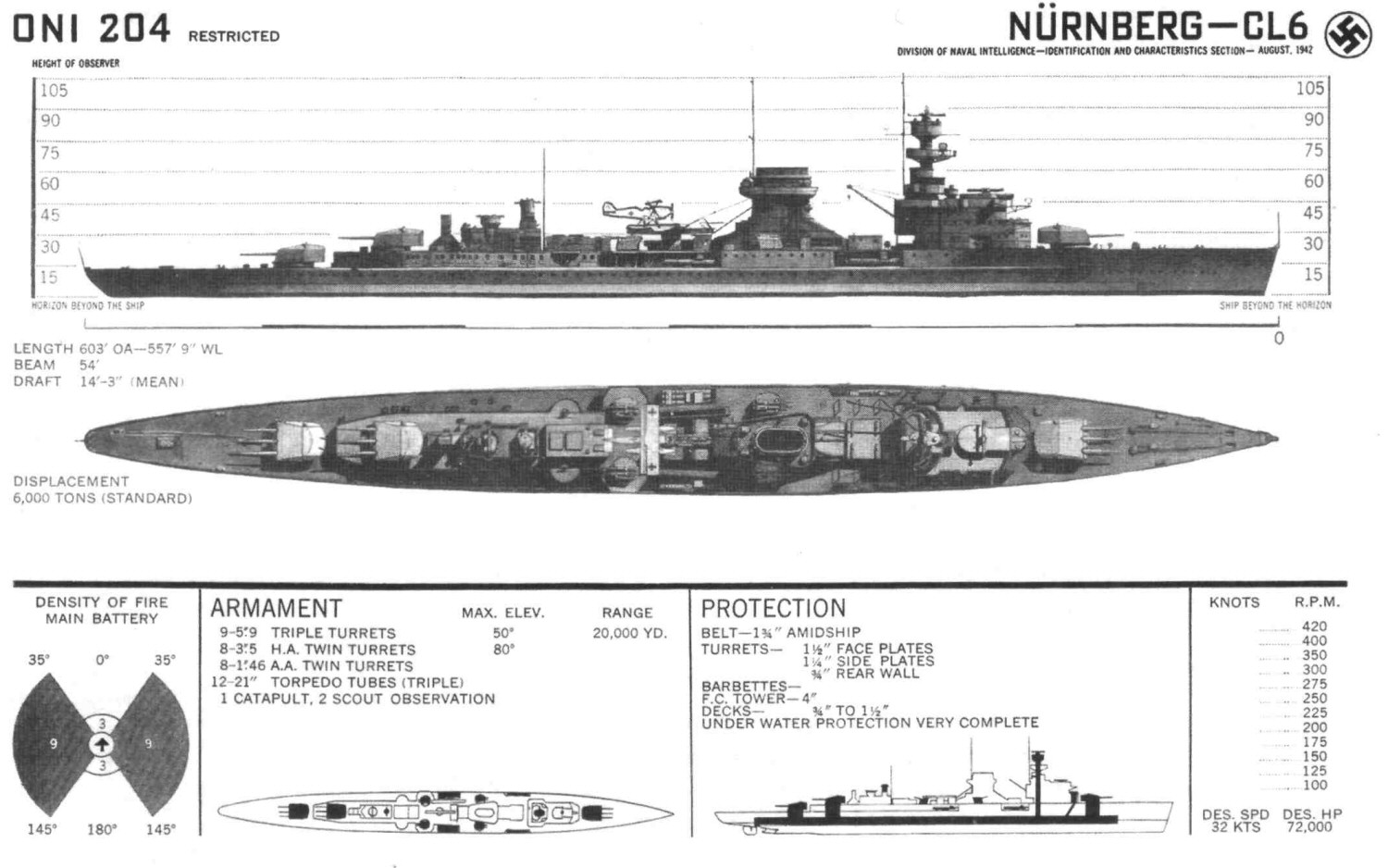
Übersichtszeichnung „Nürnberg“

### Leipzig
Die Leipzig wurde nach dem Zweiten Weltkrieg von der Britischen Militärverwaltung mit Munition (ob es sich um Giftgasmunition handelte, wurde nie offiziell bestätigt) beladen und am 16. Dezember 1946 in der Nordsee versenkt.

### Nürnberg
Die Nürnberg wurde nach dem Zweiten Weltkrieg der Sowjetunion als Kriegsbeute zugesprochen, diente dort unter dem Namen Admiral Makarow und wurde schließlich im Februar 1959 außer Dienst gestellt und abgewrackt.